# 江陵端午祭

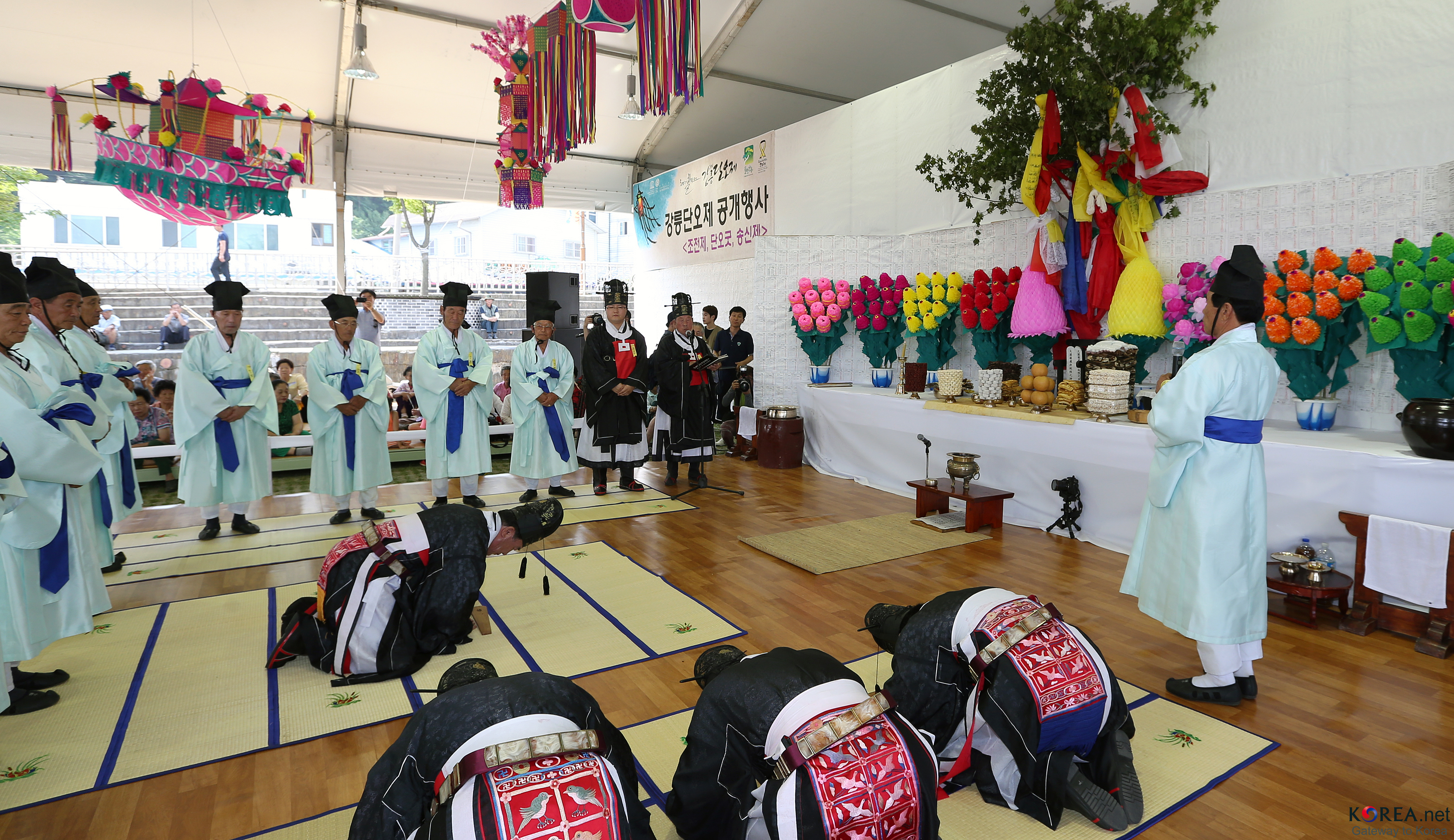
江陵端午祭的祭祀山神儀式

- 本文介紹的江原道的端午祭，有關端午節，請見大中華地區的端午节一文。

江陵端午祭是南韓江原道江陵市市民慶祝端午節時的傳統習俗，於2005年11月25日向聯合國教科文組織成功申報為非物質文化遺產。江陵端午祭是現在韓國保存比較完整的傳統節日習俗之一。原來在韓國許多地區都有端午習俗，後來隨著社會的發展漸漸消失了，唯獨江陵地區完整地保存著。
端午为农历五月初五，又称端阳。江陵端午祭與中国的端午节名字相近，易混淆，故引發了爭議。然而，根據歷史，該節日起源与中国人的端午节大不同。朝鲜人主要在江陵市形成了今天在这一地區性节日，所以，其内容也与端午节以及朝鮮半島其他地區的端午習俗大異其趣。
最为重要的是，教科文的非物质文化遗产不是版权，而且允许多国共同申报。以训鹰术为例，韩国与多国共同申报。

## 由來
傳說太祖王建建立高麗時，為討伐神劍而處於危機，此時出現了兩名僧人加以解救，從此就有祭祝大關嶺城隍的端午祭。當年江陵地區會舉行盛大的端午祭以祭祝「大關嶺城隍」（대관령 성황），聲勢浩大到足以聚集數萬名群眾。後來大關嶺城隍的端午祭成為了一種祈求村民平安的洞祭。
根據許筠《惺所覆瓿藁》中的記載，江陵端午祭的祭拜對象是統一三國功臣的金庾信將軍，金庾信小的時候曾在溟州（現江陵）求學，學習武術，死後變成大關嶺山神，因為有求必應，所以每年五月都會舉行山神祭。大關嶺城隍則傳說是一位叫泛日（一名梵日）國師，泛日國師在壬辰倭亂時爬上大關嶺施展法術，江山和草木都變成兵卒，讓倭寇不敢靠近，成為保護鄉土的功臣，傳說死後變成大關嶺城隍神。另外，还有一个“大關嶺國師女城隍”，与大關嶺國師城隍供奉在不同的城隍庙堂。

## 最早文獻記載
江陵是漢代東暆縣（屬臨屯郡），根據文獻記錄，當地濊族在十月時會舉行一個稱為「舞天」的秋收感恩慶典，五月時則會相對的舉行祈禱穀物豐收的播種期的慶典，在朝鮮朝前稱文人南孝溫的《秋江集》中記載，「三、四、五月中擇日迎巫以祭山神　富者馬太載　貧者負載　陳於鬼席　吹笙鼓瑟連三日　酒飽然後下家　始缶人買賣　不祭則尺席不得與人」。

## 內容
在江陵地區，端午祭有著繁瑣的祭祀儀式。如果從迎神的“前夜祭”算起，一般要舉行五個晝夜;如果從“山神祭”算起到送神止，時間長達 20多天;如果從“謹釀神酒”算起，則長達一個月的時間。這種慶祝方式，通行於以江陵市為中心的嶺東地域，直到平昌郡的大關嶺。江陵地区的端午祭，包含了祭祀、演戲、遊戲等内容。其中的祭祀儀式所祭祀的神靈是“大關嶺山神”或大關嶺城隍，保存了完整的形式和内容，是江陵端午祭的核心。这也是韓國 江陵端午祭1967年被指定為韓國第13號無形文化財產的主要原因。南韓2005年向联合国教科文组织就江陵端午祭正式提出申请。2005年11月24日被联合国教科文组织正式确定。
江陵端午祭與其他地方的端午節活動最大的不同，在於他們是從陰曆四月已經開始活動，直到五月初為止。這種慶祝方式，通行於以江陵市為中心的嶺東地域，直到平昌郡的大關嶺。江陵地区的端午祭，包含了祭祀、演戏、游艺等内容。其中的祭祀仪式所祭祀的神灵是“大关岭山神”、洞（村落）城隍等，保存了完整的形式和内容，是江陵端午祭的核心。这也是南韓江陵端午祭1967年被指定为南韓第13号无形文化财产的主要原因。

## 世界無形文化遺產名單

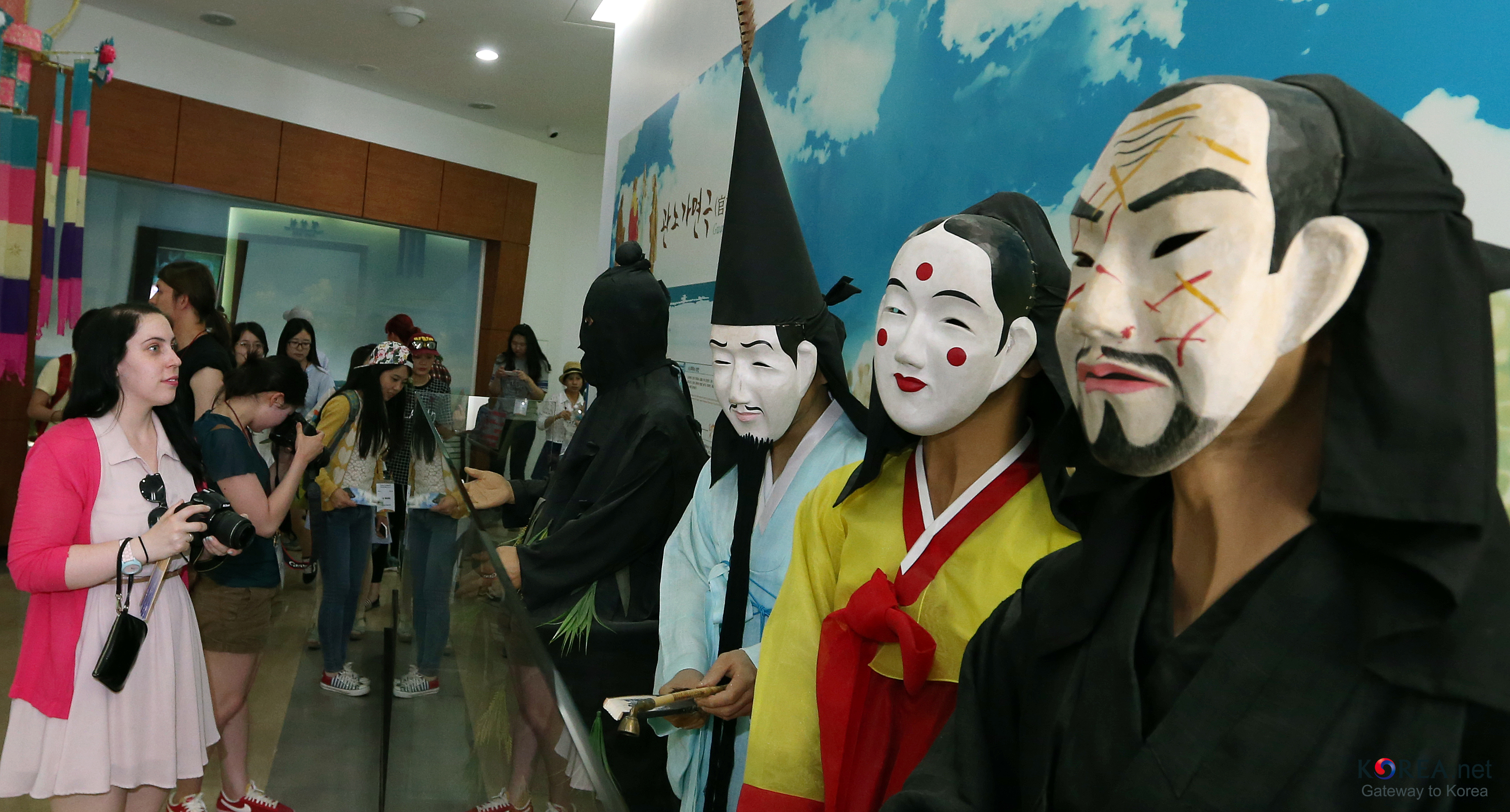
江陵端午祭中的官奴假面舞舞者

根據學者表示，韓國人在1940至1950年代時嚮往現代化，到1960年代，韓國經濟開始起飛時更加重視西方文化。當時一些有識之士憂心民族文化將逐漸枯萎失傳，呼籲政府和民間為此共同努力，於是開始重視民俗文化的蒐集及研究，並且將民族文化的遺產加以維護。
1960年南韓中央大學的任東權教授發現江陵市舉辦的端午祭活動規模最大，且很有特色，於是寫了調查報告，向韓國文化觀光部申請確認其為韓國無形文化遺產。由於評委們對民俗文化缺乏瞭解，花了很多時間研究討論，直到1967年這項提案才正式通過，成為南韓第13號韓國無形文化遺產，其中包含了官奴假面舞、盪鞦韆、角力、農樂比賽大會、農謠高唱大會等許多民俗活動。
「江陵端午城隍祭」在1967年被訂為重要文化財第十三號，聯合國教科文組織在2001年開始，每兩年開一次會，宣佈無形文化遺產名單，2005年聯合國宣佈第三批名單，一共四十三項，其中包括韓國申請的「江陵端午祭」，主神是大關嶺城隍爺，所以又稱為「江陵端午城隍祭」，並於十一月二十四日正式確定韓國申報的江陵端午祭為「人類口傳和無形文化遺產」。

## 外部連結
- 韓國觀光公社
- 南韩的端午祭 （页面存档备份，存于）人民网，2005年11月28日，2009-2-26造访。
- [韓國的人類口傳和無形遺產傑作：江陵端午祭]. 文化財廳.   [2008-08-08]. （原始内容存档于2019-09-10）.